# Bahnradsport-Weltmeisterschaften 1952
Die Bahnradsport-Weltmeisterschaften 1952 fanden vom 26. bis 31. August 1952 auf der Radrennbahn im Prinzenparkstadion von Paris statt.
Die Vorläufe der Weltmeisterschaften waren „geradezu katastrophal“ besucht (wobei die genaue Zahl nicht genannt wird), das Finale der Sprinter fand allerdings vor 12 000, das der Steher gar vor 35 000 Zuschauern statt.
Überraschend verlor der mehrfache britische Sprinter-Weltmeister, Reg Harris, sein Halbfinale und schied nach einem Hoffnungslauf aus. Er meldete einen Defekt, was ihm jedoch als Täuschungsmanöver ausgelegt wurde. Als ihn ein Journalist darauf ansprach, schüttete er ihm einen Becher Tee ins Gesicht.
Beworben hatten sich um die Ausrichtung dieser Weltmeisterschaften neben Paris auch das deutsche Saarbrücken sowie der letztjährige Gastgeber aus Belgien, Rocourt. Saarbrücken galt zunächst als der Favorit, wenngleich man Zweifel hegte, dass die „Schanzenbergbahn“ termingerecht fertiggestellt werden könne. Erst im Januar 1952 votierte das Präsidium der Union Cycliste Internationale (UCI) für Paris. Die entscheidende Stimme kam dem Luxemburger Verband zu, da dort die Straßen-Weltmeisterschaften stattfanden, das Land aber über keine Radrennbahn verfügte. Es war das erste Mal, dass Straßen- und Bahn-Weltmeisterschaften in verschiedenen Ländern ausgetragen wurden.
Sportler aus 22 Nationen waren am Start, darunter auch erstmals nach dem Zweiten Weltkrieg deutsche Radrennfahrer, nachdem sie auch bei den Olympischen Spielen in Helsinki im selben Jahr hatten starten dürfen.

## Resultate der Profis
| Disziplin                | Platz | Land           | Athlet                            |
| ------------------------ | ----- | -------------- | --------------------------------- |
| Sprint                   | 1     | Schweiz        | Oscar Plattner                    |
|                          | 2     | Frankreich     | Georges Senfftleben               |
|                          | 3     | Niederlande    | Jan Derksen                       |
| Steherrennen (100 km)    | 1     | Belgien        | Adolph Verschueren/ Maurice Ville |
|                          | 2     | BR Deutschland | Walter Lohmann/ Georges Grolimund |
|                          | 3     | Frankreich     | Henri Lemoine/ Arthur Pasquier    |
| Einerverfolgung (5000 m) | 1     | Australien     | Sydney Patterson                  |
|                          | 2     | Italien        | Antonio Bevilacqua                |
|                          | 3     | Luxemburg      | Lucien Gillen                     |

## Resultate der Amateure
| Disziplin                | Platz | Land                   | Athlet           |
| ------------------------ | ----- | ---------------------- | ---------------- |
| Sprint                   | 1     | Italien                | Enzo Sacchi      |
|                          | 2     | Italien                | Marino Morettini |
|                          | 3     | Vereinigtes Königreich | Cyril Peacock    |
| Einerverfolgung (4000 m) | 1     | Niederlande            | Piet van Heusden |
|                          | 2     | Italien                | Mino De Rossi    |
|                          | 3     | Italien                | Loris Campana    |